# 骨槽风
骨槽风是指邪毒及牙疾侵犯脸骨，致使耳前腮颊间红肿疼痛，溃口流脓，脓中带有腐骨，日久难愈为特征的疾病。相当于西医的颌骨骨髓。本病多发于青年人或成年人，病变以下颌骨为多见。病程长短不一，常缠绵数月或经年不愈，可反复发作；愈后患者颜面常留有畸形和咀嚼功能不良的后果。